# Biskupi lubelscy
Biskupi lubelscy – biskupi diecezjalni i biskupi pomocniczy diecezji lubelskiej (od 1992 archidiecezji).
Diecezja lubelska utworzona została 22 września 1805. 25 marca 1992 diecezja została podniesiona do rangi archidiecezji, tworzącej razem z diecezją sandomierską oraz siedlecką metropolię lubelską.

## Biskupi

### Biskupi diecezjalni
| Lata urzędowania | Biskup | Biskup                      | Uwagi |
| ---------------- | ------ | --------------------------- | --- |
| 1805–1824        |        | Wojciech Józef Skarszewski  | następnie arcybiskup metropolita warszawski i prymas Królestwa Polskiego                                                 |
| 1825–1839        |        | Józef Marceli Dzięcielski   | |
| 1853–1863        |        | Wincenty a Paulo Pieńkowski | |
| 1871–1879        |        | Walenty Baranowski          | |
| 1883–1885        |        | Kazimierz Józef Wnorowski   | |
| 1889–1914        |        | Franciszek Jaczewski        | |
| 1918–1945        |        | Marian Leon Fulman          | |
| 1946–1948        |        | Stefan Wyszyński            | następnie arcybiskup metropolita gnieźnieński i warszawski i prymas Polski, kardynał błogosławiony Kościoła katolickiego |
| 1949–1974        |        | Piotr Kałwa                 | |
| 1975–1997        |        | Bolesław Pylak              | od 1992 arcybiskup metropolita                                                                                           |
| 1997–2011        |        | Józef Życiński              | arcybiskup metropolita                                                                                                   |
| od 2011          |        | Stanisław Budzik            | arcybiskup metropolita                                                                                                   |

### Biskupi pomocniczy
| Lata urzędowania | Biskup | Biskup                     | Uwagi |
| ---------------- | ------ | -------------------------- | --- |
| 1819–1823        |        | Józef Szczepan Koźmian     | następnie biskup kujawsko-kaliski                                                                                      |
| 1824–1845        |        | Mateusz Maurycy Wojakowski | |
| 1857–1871        |        | Walenty Baranowski         | następnie biskup diecezjalny lubelski                                                                                  |
| 1918–1937        |        | Adolf Józef Jełowicki      | |
| 1938–1945        |        | Władysław Goral            | błogosławiony Kościoła katolickiego                                                                                    |
| 1947–1951        |        | Zdzisław Goliński          | następnie biskup diecezjalny częstochowski                                                                             |
| 1952–1956        |        | Tomasz Wilczyński          | następnie administrator apostolski warmiński                                                                           |
| 1958–1965        |        | Henryk Strąkowski          | |
| 1961–1968        |        | Jan Mazur                  | następnie biskup diecezjalny siedlecki                                                                                 |
| 1966–1975        |        | Bolesław Pylak             | następnie biskup diecezjalny lubelski                                                                                  |
| 1969–1981        |        | Edmund Ilcewicz            | |
| 1975–1984        |        | Zygmunt Kamiński           | następnie biskup koadiutor płocki, późniejszy biskup diecezjalny płocki i arcybiskup metropolita szczecińsko-kamieński |
| 1982–1992        |        | Piotr Hemperek             | |
| 1984–1992        |        | Jan Śrutwa                 | następnie biskup diecezjalny zamojsko-lubaczowski                                                                      |
| 1985–2011        |        | Ryszard Karpiński          | |
| 1998–2020        |        | Mieczysław Cisło           | |
| od 2004          |        | Artur Miziński             | |
| od 2008          |        | Józef Wróbel               | |
| od 2020          |        | Adam Bab                   | |